# Lupaus
Lupaus è l'ottavo album in studio del gruppo black metal finlandese Ajattara, pubblicato nel 2017.

## Tracce
1. Saatanan sinetti – 3:08
2. Ristinkirot – 3:03
3. Suru – 4:26
4. S.I.N.Ä. – 4:41
5. Amen – 3:43
6. Ave Satana – 4:03
7. Uhrilahja – 3:44
8. Lupaus – 4:40
9. Machete – 3:34